# Summer Glau
Summer Lyn Glau (* 24. července 1981, San Antonio, Texas, USA) je americká herečka a tanečnice.

## Biografie
Její předkové pocházejí z Německa, Irska a Skotska. Má dvě mladší sestry, Christie a Kaitlin. Její matka je učitelka a otec pracuje jako generální dodavatel.
Ve věku pěti let začala tancovat. Cítila se lépe, když mohla předvádět své umění bez toho, aby mluvila. Tancovala díky stipendiu, doma ji také několik let trénovala máma Mari, takže tancovala neustále. Trénovala a vystupovala jako klasická baletka, zkoušela také tango a flamenco. Po dobu teenagerské kariéry vystupovala v Majestic Theatre v představeních jako Le bourgeois Gentilhomme, The Happy Widow, Peer Gynt či Paint Your Wagon.
Tancovala až do zranění nohy, které si vyžádalo určitou dobu léčení. Po dobu doléčování navštívila příbuzné v Los Angeles a při této příležitosti si vyzkoušela svoji první roli. Krátce na to, učinila rozhodnutí přestěhovat se do Los Angeles a pracovat jako herečka a tanečnice.
Svoji první televizní roli obdržela v seriálu Josse Whedona Angel, sice jen vedlejší, ale už zde ukázala svůj herecký talent a taktéž zužitkovala roky baletního výcviku. Krátce na to ji Whedon obsadil do své nového space westernového seriálu Firefly jako velmi traumatizovanou River Tam. Když byl seriál zrušen, objevila se v seriálech jako Odložené případy, Kriminálka Las Vegas a 4400.
Díky úspěchu prodeje DVD Firefly a velké podpoře svých fanoušků, vznikl roku 2005 navazující film Serenity. Zde si zopakovala roli River Tam a dostala zde několikanásobně víc prostoru. Kvůli filmu musela projít šestiměsíčním výcvikem. Díky svému tanečnímu nadání a flexibilitě byl přímo pro ni vymyšlen nový bojový styl. Devadesát procent kaskadérských kousků zvládla sama. Za tuto roli obdržela Saturn Award (nejlepší herečka ve vedlejší roli) a SFX Award (nejlepší herečka).
V roce 2006 hrála hlavní úlohy ve dvou odlišných filmech. Nejprve dceru Vincenta Ventresca v sci-fi komedii Mamut, kde bojovala proti mimozemšťany infikovaném mamutovi. Snímek byl natáčen v Louisianě a Bukurešti. Později hrála ve dvojici s Miky Boreem v hororu Přijímací ceremoniál (remake hororu z roku 1979). Za obě dvě role byla kritikou oceněna a v roce 2007 byly tyto filmy vydány na DVD.
V tomtéž roce ztvárnila postavu schizofrenické Tess Doerner v třetí sérii televizního seriálu 4400. Jako Crystal Burns účinkovala v sedmi epizodách druhé série seriálu Jednotka zvláštního určení. Vystupoval zde i její skutečný přítel, texaský herec Daniel Wisler, který byl jejím přítelem i v seriálu.
V roce 2007 se opět vrátila na několik epizod do seriálu 4400 a poté začala pracovat na seriálu Terminátor: Příběh Sáry Connorové, který měl premiéru 13. ledna 2008. Hraje zde roli Cameron Phillips, infiltrační Terminátorky, která byla odeslána zpět z budoucnosti k ochraně Johna Connora a Sáry Connorové před Skynetem. Za tuto roli získala Saturn Award a byla nominována na Scream Award. Sedmý díl první série, „The Demon Hand“, také obsahoval několik scén, ve kterých jako Cameron tančí balet. V roce 2009 zahrála sama sebe v epizodě „Setkání s Terminátorem“ v druhé sezóně seriálu Teorie velkého třesku.

## Filmografie

### Film
| Rok  | Název                       | Role                         | Poznámky            |
| ---- | --------------------------- | ---------------------------- | ------------------- |
| 2004 | Konec snění                 | prodejce lístků              |                     |
| 2005 | Serenity                    | River Tam                    |                     |
| 2010 | Superman/Batman: Apokalypsa | Kara Zor-El/Supergirl (hlas) |                     |
| 2011 | Legenda o Pekelné bráně     | Maggie Moon                  |                     |
| 2013 | Inside the Box              | Sophie                       | krátkometrážní film |
| 2013 | Knights of Badassdom        | Gwen                         |                     |
| 2015 | Dead End                    | Franckova manželka           | krátkometrážní film |

### Televize
| Rok       | Název                             | Role                      | Poznámky                         |
| --------- | --------------------------------- | ------------------------- | -------------------------------- |
| 2002      | Angel                             | Primabalerína             | díl: Waiting in the Wings        |
| 2002–2003 | Firefly                           | River Tam                 | 14 dílů                          |
| 2003      | Odložené případy                  | Paige Pratt               | díl: Halleyova kometa            |
| 2004      | Kriminálka Las Vegas              | Mandy Cooper              | díl: Noční můra Gila Grissoma    |
| 2005–2007 | 4400                              | Tess Doerner              | 8 dílů                           |
| 2006      | Mamut                             | Jack Abernathy            | TV film                          |
| 2006      | Přijímací ceremoniál              | Lindsey Goodwin           | TV film                          |
| 2006–2007 | Jednotka zvláštního určení        | Crystal Burns             | 7 dílů                           |
| 2008–2009 | Terminátor: Příběh Sáry Connorové | Cameron / Allison Young   | 33 dílů                          |
| 2009      | Teorie velkého třesku             | Sama sebe                 | díl: Setkání s Terminátorem      |
| 2009–2010 | Dům loutek                        | Bennett Halverson         | 4 díly                           |
| 2010      | Chuck                             | Greta                     | díl: Chuck a největší strach     |
| 2010      | Nebezpečné líbánky                | Lindsey Ross Forrest      | TV film                          |
| 2011      | Mstitel Cape                      | Jamie Fleming / Orwell    | 10 dílů                          |
| 2011–2012 | Výjimeční                         | Skylar Adams              | 4 díly                           |
| 2012      | Chirurgové                        | Emily Kovach              | 2 díly                           |
| 2012      | Scent of the Missing              | Sedona                    | pilotní díl                      |
| 2012      | Help for the Holidays             | Christine Prancer         | TV film                          |
| 2013      | Hawaii 5-0                        | Maggie Hoapili            | díl: Bojovník                    |
| 2013      | NTSF:SD:SUV                       | Olivia Frampton           | díl: Comic-Con Air               |
| 2013–2014 | Arrow                             | Isabel Rochev/Ravager     | 9 dílů                           |
| 2014      | Peter Panzerfaust                 | Wendy (hlas)              |                                  |
| 2014      | Sequestered                       | Anna Brandt               | 12 dílů                          |
| 2016      | Castle na zabití                  | Kendall Frost             | díl: Spolek největších detektivů |
| 2019      | Zabijáci Wu                       | Miss Jones (The Water Wu) | 2 díly                           |